# Acridotheres
Acridotheres es un género de aves paseriformes perteneciente a la familia Sturnidae. Lo forman varias especies de minás, nativos de Asia, que también han sido introducidos en regiones de otros continentes, encontrándose especies de este género en Sudáfrica, Australia, Israel, Canadá o Hawái.

## Especies
Se reconocen las siguientes especies, en orden taxonómico:
- Acridotheres grandis Moore, F, 1858 - miná grande;
- Acridotheres cristatellus (Linnaeus, 1758) - miná crestado;
- Acridotheres javanicus Cabanis, 1851 - miná de Java;
- Acridotheres cinereus Bonaparte, 1851 - miná cenizo;
- Acridotheres fuscus (Wagler, 1827) - miná de la jungla;
- Acridotheres albocinctus Godwin-Austen & Walden, 1875 - miná acollarado;
- Acridotheres ginginianus (Latham, 1790) - miná ribereño;
- Acridotheres tristis (Linnaeus, 1766) - miná común;
- Acridotheres melanopterus (Daudin, 1800) - miná alinegro;
- Acridotheres burmannicus (Jerdon, 1862) - miná birmano.

## Carácter invasor en España
Debido a su potencial colonizador y constituir una amenaza grave para las especies autóctonas, los hábitats o los ecosistemas, todas las especies y subespecies dentro del género Acridotheres han sido incluidas en el Catálogo Español de Especies Exóticas Invasoras, regulado por el Real Decreto 630/2013, de 2 de agosto, estando prohibida en España su introducción en el medio natural, posesión, transporte, tráfico y comercio.